# Changzhi
Changzhi (cinese: 长治市; pinyin: Chángzhì) è una città-prefettura della Cina nella provincia dello Shanxi.

## Suddivisioni amministrative
- Distretto di Luzhou
- Distretto di Lucheng
- Distretto di Shangdang
- Distretto di Tunliu
- Contea di Xiangyuan
- Contea di Pingshun
- Contea di Licheng
- Contea di Huguan
- Contea di Zhangzi
- Contea di Wuxiang
- Contea di Qin
- Contea di Qinyuan